# Sergej Bakoelin
Sergej Vasiljevitsj Bakoelin (Russisch: Сергей Васильевич Бакулин) (Insar, 13 november 1986) is een Russische atleet, die gespecialiseerd is in het snelwandelen. Bakoelin heeft eenmaal deelgenomen aan de wereldkampioenschappen, in 2011. Bij deze editie won hij de 50 km snelwandelen.

## Biografie
Sergej Bakoelin begon zijn atletiekcarrière als hardloper. Vanaf zijn dertiende schakelde hij over naar het snelwandelen, toen hij werd uitgenodigd door een assistent van Viktor Chegin, trainer van onder meer Valeri Bortsjin en plaatsgenoot Sergej Kirdjapkin. Mede vanwege de hevige concurrentie bij het snelwandelen in Rusland behaalde Bakulin in zijn jeugd geen grote successen.
In 2006 maakte Bakoelin zijn internationale intrede, bij de wereldbeker snelwandelen, waar hij zich door een relatief slechte Russische bezetting wist te plaatsen voor de Europese kampioenschappen van Göteborg. Hij werd in de Zweedse stad uiteindelijk vijfde. 
2008 was een teleurstellend jaar voor Bakoelin. Bij de wereldbeker snelwandelen werd hij gediskwalificeerd, doordat hij met twee benen van de grond loskwam. Deze diskwalificatie ontnam hem bovendien zijn mogelijkheid zich te kwalificeren voor de Olympische Spelen van 2008.
Het daaropvolgende jaar besloot Sergej Bakoelin zich in het vervolg te richten op de langere snelwandelafstanden, zoals de 50 km snelwandelen, omdat hij dacht daar meer kans te maken door een zwakkere concurrentie. Deze keuze bleek een juiste te zijn; hij steeg in de klasseringen bij de nationale kampioenschappen, in 2010 bereikte hij het podium bij de Europese kampioenschappen en in 2011 wist hij de jongste wereldkampioen op de 50 km snelwandelen te worden. Hij wist op de WK de nummer twee, zijn landgenoot Denis Nizjegorodov, meer dan een minuut achter zich te laten.
Op de Olympische Zomerspelen 2012 in Londen behaalde hij de zesde plaats in 3:38.55.
Op 21 januari 2015 werd bekend dat Bakoelin voor de duur van 3 jaar en 2 maanden is geschorst wegens schommelingen in de bloedwaarden in het biologisch paspoort. De ingangsdatum van de schorsing is 24 december 2012.
Sergej Bakoelin is momenteel woonachtig in Saransk. Hij is getrouwd en heeft een zoon.

## Titels
- Wereldkampioen 50 km snelwandelen - 2011
- Universitair kampioen 20 km snelwandelen - 2009
- Russisch winterkampioen 35 km snelwandelen - 2009, 2010

## Persoonlijke records
Outdoor
| Onderdeel             | Prestatie | Datum             | Plaats  |
| --------------------- | --------- | ----------------- | ------- |
| 10.000 m snelwandelen | 41.30,5   | 17 september 2005 | Izjevsk |

Indoor
| Onderdeel           | Prestatie | Datum           | Plaats |
| ------------------- | --------- | --------------- | ------ |
| 5000 m snelwandelen | 18.26,82  | 5 februari 2012 | Moskou |

Weg
| Onderdeel          | Prestatie | Datum            | Plaats  |
| ------------------ | --------- | ---------------- | ------- |
| 10 km snelwandelen | 39.03     | 19 februari 2006 | Adler   |
| 20 km snelwandelen | 1:18.18   | 23 februari 2008 | Adler   |
| 35 km snelwandelen | 2:33.48   | 3 september 2011 | Daegu   |
| 50 km snelwandelen | 3:38.46   | 12 juni 2011     | Saransk |

## Prestatieontwikkeling
| Jaar | 20 km snelwandelen | 50 km snelwandelen |
| ---- | ------------------ | ------------------ |
| 2006 | 1:19.54            |                    |
| 2007 | 1:19.14            |                    |
| 2008 | 1:18.18            |                    |
| 2009 | 1:20.52            | 3:52.38            |
| 2010 | 1:24.05            | 3:43.26            |
| 2011 |                    | 3:38.46            |
| 2012 |                    | 3:38.55            |

## Palmares

### 20 km snelwandelen
- 2006: 4e Russische winterkamp. - 1:19.54
- 2006: 6e Wereldbeker snelwandelen - 1:20.10
- 2006: 5e EK - 1:20.50
- 2007:  Russische kamp. - 1:19.14
- 2007:  EK U23 - 1:23.33
- 2008:  Russische winterkamp. - 1:18.18
- 2008: DQ Wereldbeker snelwandelen
- 2009:  Universiade - 1:20.52
- 2010: 7e Wereldbeker snelwandelen - 1:24.05

### 35 km snelwandelen
- 2009:  Russische winterkamp. - 2:24.25
- 2010:  Russische winterkamp. - 2:27.42

### 50 km snelwandelen
- 2009: 4e Europese beker snelwandelen - 3:52.38
- 2009:  Russische kamp. - 3:54.37
- 2010:  EK - 3:43.26
- 2011:  WK - 3:41.24
- 2012: 5e Wereldbeker- 3:46.14
- 2012: 6e OS - 3:38.55

1976 Veniamin Soldatenko ·
1983: Ronald Weigel ·
1987: Hartwig Gauder ·
1991: Aleksandr Potasjov ·
1993: Jesús Ángel García ·
1995: Valentin Kononen ·
1997: Robert Korzeniowski ·
1999: Ivano Brugnetti ·
2001: Robert Korzeniowski ·
2003: Robert Korzeniowski ·
2005: Sergej Kirdjapkin ·
2007: Nathan Deakes ·
2009: Sergej Kirdjapkin ·
2011: Sergej Bakoelin ·
2013: Robert Heffernan ·
2015: Matej Tóth ·
2017: Yohann Diniz ·
2019: Yusuke Suzuki